# Kenzo Simons
Kenzo Simons (Paramaribo, 13 aprile 2001) è un nuotatore olandese, specializzato nello stile libero.

## Biografia
Ha origini surinamesi.

## Palmarès
| Anno | Manifestazione            | Sede         | Evento             | Risultato | Prestazione | Note  |
| ---- | ------------------------- | ------------ | ------------------ | --------- | ----------- | ----- |
| 2018 | Giochi olimpici giovanili | Buenos Aires | 50 m sl            | 14º SF    | 23"18       | [ 1 ] |
| 2018 | Giochi olimpici giovanili | Buenos Aires | 50 m dorso         | 6º        | 26"26       | [ 1 ] |
| 2019 | Europei giovanili         | Kazan'       | 50 m sl            | Argento   | 22"10       |       |
| 2021 | Europei                   | Budapest     | 50 m sl            | 13º SF    | 22"14       |       |
| 2021 | Europei in vasca corta    | Kazan'       | 4x50 m sl          | Oro       | 1'22"89     |       |
| 2021 | Europei in vasca corta    | Kazan'       | 4x50 m sl mista    | Oro       | 1'28"93     |       |
| 2021 | Mondiali in vasca corta   | Abu Dhabi    | 4x50 m sl          | Bronzo    | 1'23"78     |       |
| 2021 | Mondiali in vasca corta   | Abu Dhabi    | 4x100 m sl         | 6º        | 3'26"59     |       |
| 2021 | Mondiali in vasca corta   | Abu Dhabi    | 4x50 m sl mista    | Argento   | 1'30"50     | [ 3 ] |
| 2022 | Mondiali in vasca corta   | Melbourne    | 4x50 m sl          | Bronzo    | 1'23"75     |       |
| 2022 | Mondiali in vasca corta   | Melbourne    | 4x50 m sl mista    | Bronzo    | 1'28"53     |       |
| 2023 | Europei in vasca corta    | Otopeni      | 4x50 m misti       | Bronzo    | 1'33"03     |       |
| 2023 | Europei in vasca corta    | Otopeni      | 4x50 m misti mista | Bronzo    | 1'37"86     |       |